# Urbinia (cràter)
Urbinia és un cràter amb coordenades planetocèntriques de -27.19 ° de latitud nord i 69.4 ° de longitud est, sobre la superfície de l'asteroide del cinturó principal (4) Vesta. Fa 24.25 km de diàmetre. El nom adoptat com a oficial per la UAI el 30 de setembre de 2011 fa referència a Urbinia, verge vestal romana.